# Der Schmalspurschnüffler
Der Schmalspurschnüffler (Originaltitel: The Cheap Detective) ist eine US-amerikanische Kriminalkomödie von Robert Moore aus dem Jahr 1978.

## Handlung
In einem Hotel in Chinatown, San Francisco, werden nicht nur ein Portier, ein Page, eine Putzfrau und drei tote Gäste aufgefunden, sondern auch Floyd Merkle, der Inhaber einer Detektei und Partner von Lou Peckinpaugh, der wiederum auch noch eine Affäre mit Georgia Merkle, Floyds Ehefrau, hatte. Während sie den Verdacht auf Lou lenkt und mit einer Versicherungssumme von 10.000 US-Dollar verschwindet, muss Lou die Polizei von sich weisen und den nächsten Fall einer mysteriösen Frau, die permanent ihre Identität wechselt, bearbeiten. Die Frau ist genauso hinter einem Kunstobjekt her wie der fette übelriechende Pepe Damascus, den Lou in der Bar Mix Place am Hafen trifft. Ursprünglich wurde Floyd beauftragt, das Objekt zu finden, aber da er tot ist, bekommt Lou nun den Auftrag.
Zu aller Hektik gesellen sich auch noch drei Nazis und das Ehepaar Paul und Marlene Duchard dazu. Während Paul Papiere benötigt, um in Amerika bleiben zu dürfen, hat Marlene nur ihre alte Liebe zu Lou im Kopf. Dafür bleibt nur keine Zeit, denn die Nazis klauen Paul die Unterlagen und Lou muss sich selbst mit Jasper Blubber, der gerade aus Jerusalem eingetroffen ist und im Hotel zur Kreuzfahrt nächtigt, treffen. Jasper erklärt ihm, dass es sich bei dem ominösen Kunstgegenstand um eine mit Diamanten besetzte Halskette handelt, die äußerst wertvoll sei. Nachdem Lou nun auf der Suche danach ist und parallel dazu auch noch Marlene zusagte, die Dokumente für Paul zu beschaffen, trifft er erneut die Frau mit den vielen Identitäten, die nicht will, dass er eine Person, die sowohl ihr Mann als auch ihr Vater ist, aufsucht. Aber Lou macht es trotzdem, denn seine Sekretärin findet heraus, dass die Frau mit den vielen Identitäten und ihr Vater oder Mann Jezebil und Ezra Desire sind. Sie sind zwei internationale Juwelendiebe, die Lou nun töten wollen, um ihre eigene Identität zu schützen.
Aber Lou wird durch einen Attentäter gerettet, der zuvor Ezra erschießt und anschließend flüchtet. In seinem Büro trifft Lou ihn später, der sich als Marcel entpuppt. Marcel stirbt auf seiner Couch und hinterlässt ihm die Diamanten. Ein Auftrag wäre erfüllt, es fehlen nur noch die Papiere für Paul. Er trifft Jezebil, Damascus und Jasper in einem Hotelzimmer, wo er die Diamanten gegen die Papiere tauscht. Allerdings stellen sich die Diamanten als Eier heraus, aus denen gerade Küken schlüpfen. Da Lou auch die Polizei eingeladen hat, werden sie sofort verhaftet. Allerdings nicht wegen Mordes. Der Mörder von Floyd läuft immer noch frei umher. Am Hafen trifft sich Lou mit Marlene und Paul, der nun endlich seine Papiere erhält. Plötzlich tauchen die Nazis auf und werden aus dem Hinterhalt erschossen. Es war Georgia, die Lou damit half und die gesteht, auch ihren Mann umgebracht zu haben. Aus Eifersucht, wie sie meint, da Lou und Floyd häufiger ihre Zeit gemeinsam verbrachten als sie mit Lou. Sie wird nun für 40 Jahre ins Gefängnis gehen, während Lou mit Marle, Nadja, Betty, Greta Garbo und seiner Sekretärin in die Nacht fährt.

## Kritik
„Etwas verwirrende Mischung aus Komödie und Kriminalparodie; eine nostalgische Huldigung an Humphrey Bogart und dessen Filmklassiker der 40er Jahre, wobei die Parallelen zu Casablanca am deutlichsten sind. Nur mäßig witzig und schauspielerisch trotz prominenter Besetzung wenig befriedigend.“

## Veröffentlichung
Der Film lief ab dem 23. Juni 1978 in den US-Kinos, Start in Deutschland war am 14. September 1978.
Mit Heigh-Ho von Frank Churchill und Larry Morey fand ein Lied aus Disneys erstem abendfüllenden Trickfilm Schneewittchen und die sieben Zwerge Verwendung.